# Корейцы в Санкт-Петербурге
Корейцы в Санкт-Петербурге — собирательное название лиц корейского происхождения, проживающих временно или постоянно в городе Санкт-Петербурге. По данным переписи населения в 2010 году на территории города проживают 4031 корейцев, что составляет 0,08 % от всего населения Петербурга и является 13 по численности диаспорой в Петербурге.

## Численность
Корейская диаспора относительно невелика, постепенно растёт и существует в городе уже больше 40 лет.
Динамика численности корейского населения в городе Санкт-Петербург
| 1897 | 1926 | 1939 | 1959 | 1970 | 1979 | 1989 | 2002 | 2010 |
| ---- | ---- | ---- | ---- | ---- | ---- | ---- | ---- | ---- |
| —    | 307  | 195  | —    | 1361 | 2258 | 2962 | 3908 | 4031 |

## История

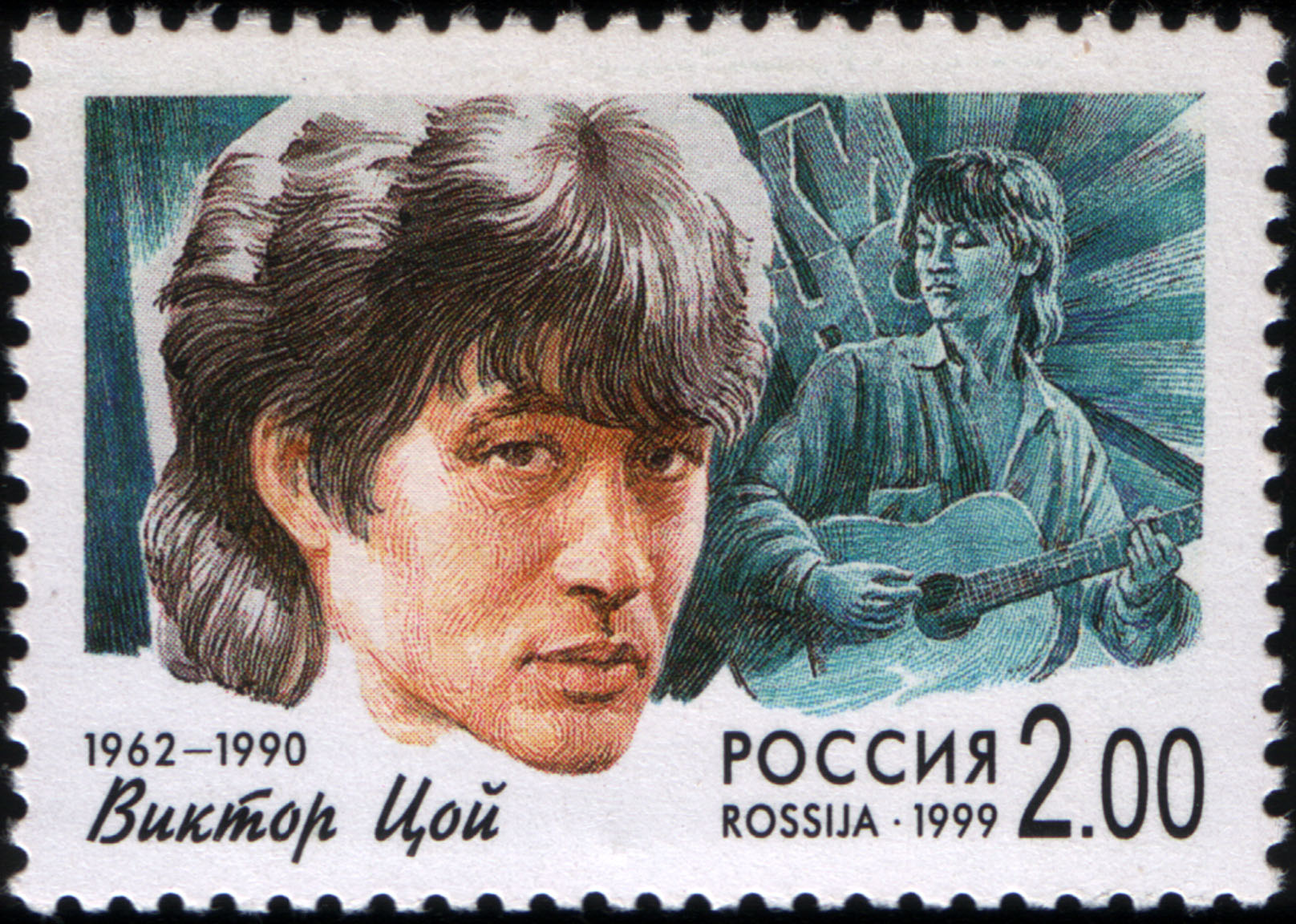
Виктор Цой, наиболее известный ленинградец корейского происхождения

Массово корейцы стали приезжать в Ленинград в 1970—1980-е годы с Дальнего Востока, чтобы поступать в университеты; многие из них впоследствии решили остаться. В русско-корейской семье родился известный рок-музыкант Виктор Цой.
В 1989 году в Ленинграде была образована корейская Национально-культурная автономия, которая действует во всех сферах культуры, науки, в аграрном секторе и промышленности.
В 90-е годы в городе начал развиваться корейский бизнес солёно-острых продуктов.
В 2003 году на средства Южной Кореи в парке Сосновка были установлены 15 деревянных фигур — «чансыны».

## Современность
В настоящее время корейскую диаспору принято разделять на несколько групп:
- Те, кто приехали в Ленинград в 70-е—80-е годы являются первым поколением тех энтнических корейцев, которые были репрессированны в 1937 г. и подверглись насильной депортации с территории нынешнего Дальнего Востока России на территории Казасхской ССР и Узбекской ССР. Русский язык для этнических корейцев, родившихся в СССР является родным. Они, как правило, обеспеченные, имеют собственные квартиры. Такие корейцы работают в самых разных сферах, как и остальные граждане Петербурга[11].
- Приезжие из Южной Кореи бизнесмены и квалифицированные рабочие, которые, как правило, едут надолго и с семьями; в меньшем количестве — студенты-музыканты[11].
- Потомки корейцев, сосланных в Узбекистан и Казахстан, которые приехали (часто нелегально) на заработки в город, по этой причине их примерная численность не известна, а образ жизни похож на узбекских и таджикских гастарбайтеров, но их чаще зовут работать в суши-бары[11]. Имеют низкий заработок[11].
- Корейцы, приехавшие из южных регионов России и Южно-Сахалинска для получения образования в петербургских вузах. Они, как правило, выходцы из состоятельных семей и часто получают квартиры от родителей, впоследствии оседая в городе[11].
- Рабочие из КНДР, самая малая группа из нескольких сотен человек. Работают на стройках и непосредственно от работодателя деньги не получают, а лишь малую долю из того, что впоследствии выделит консульство КНДР. Им не позволено свободно перемещаться по городу, только группами и при присутствии агентов-охранников[11].

В среднем корейские семьи соблюдают традиции своего народа лучше, чем жители Кореи; в частности, в первый день рождения ребёнка празднуется асянди, также традиционно празднуется свадьба. Стремление сохранить обычаи народа является последствием образа жизни корейцев во время депортаций, которые в таких условиях стремились сохранить свою идентичность. Также корейские семьи празднуют праздник урожая и корейский новый год и предпочитают жениться на представителях своего народа.
В городе организуются корейские вечеринки, продвигающие корейскую поп-культуру; также корейцы посещают так называемые Asian Parties, которые посещают и другие азиаты. Такие корейцы-«тусовщики» находятся в культурном конфликте с корейцами-протестантами. В Петербурге действует 17 корейских ресторанов.
Среди корейцев есть небольшая группа консервативно-религиозных христиан, которые регулярно посещают свои приходы. Такие церкви располагаются в основном в съёмных помещениях бизнес-центров, так как «корейское христианство» признано сектой и не имеет право строить храмы в городе. Такие церкви получают деньги от пожертвования прихожан и миссионеров из Южной Кореи. Некоторые корейцы стремятся уехать на историческую родину, но там воспринимаются уже как иностранцы.